# Fita superior
En matemàtiques, particularment en teoria de l'ordre i de conjunts, una fita superior o majorant d'un conjunt X és un element més gran o igual que qualsevol element de X. Més concretament, en un conjunt K amb una relació d'ordre ≥, una fita superior d'un subconjunt X és un element s que compleix el següent:
{\displaystyle s\geq x}   {\displaystyle \forall x\in X.}
Entre totes aquestes fites superiors, la més petita s'anomena suprem de X. Si, a més, el suprem pertany no només al conjunt K sinó també a X, llavors s'anomena màxim de X.

## Exemples
- Per a l'interval de nombres reals (0, 10], 10 i 11 són fites superiors. 10 és el suprem de l'interval, i, com que a més hi pertany, també n'és el màxim.
- [0,+∞) no té fites superiors a {\displaystyle \mathbb {R} }.